# CAMK1G
CAMK1G (англ. Calcium/calmodulin dependent protein kinase IG) – білок, який кодується однойменним геном, розташованим у людей на 1-й хромосомі. Довжина поліпептидного ланцюга білка становить 476 амінокислот, а молекулярна маса — 53 087.
| 10         |  | 20         |  | 30         |  | 40         |  | 50         |
| ---------- |  | ---------- |  | ---------- |  | ---------- |  | ---------- |
| MGRKEEDDCS |  | SWKKQTTNIR |  | KTFIFMEVLG |  | SGAFSEVFLV |  | KQRLTGKLFA |
| LKCIKKSPAF |  | RDSSLENEIA |  | VLKKIKHENI |  | VTLEDIYEST |  | THYYLVMQLV |
| SGGELFDRIL |  | ERGVYTEKDA |  | SLVIQQVLSA |  | VKYLHENGIV |  | HRDLKPENLL |
| YLTPEENSKI |  | MITDFGLSKM |  | EQNGIMSTAC |  | GTPGYVAPEV |  | LAQKPYSKAV |
| DCWSIGVITY |  | ILLCGYPPFY |  | EETESKLFEK |  | IKEGYYEFES |  | PFWDDISESA |
| KDFICHLLEK |  | DPNERYTCEK |  | ALSHPWIDGN |  | TALHRDIYPS |  | VSLQIQKNFA |
| KSKWRQAFNA |  | AAVVHHMRKL |  | HMNLHSPGVR |  | PEVENRPPET |  | QASETSRPSS |
| PEITITEAPV |  | LDHSVALPAL |  | TQLPCQHGRR |  | PTAPGGRSLN |  | CLVNGSLHIS |
| SSLVPMHQGS |  | LAAGPCGCCS |  | SCLNIGSKGK |  | SSYCSEPTLL |  | KKANKKQNFK |
| SEVMVPVKAS |  | GSSHCRAGQT |  | GVCLIM     |  |            |  |            |

A: Аланін

C: Цистеїн

D: Аспарагінова кислота

E: Глутамінова кислота

F: Фенілаланін

G: Гліцин

H: Гістидин

I: Ізолейцин

K: Лізин

L: Лейцин

M: Метіонін

N: Аспарагін

P: Пролін

Q: Глутамін

R: Аргінін

S: Серин

T: Треонін

V: Валін

W: Триптофан

Кодований геном білок за функціями належить до трансфераз, кіназ, серин/треонінових протеїнкіназ. 
Задіяний у такому біологічному процесі, як альтернативний сплайсинг. 
Білок має сайт для зв'язування з АТФ, нуклеотидами, молекулою кальмодуліну. 
Локалізований у клітинній мембрані, цитоплазмі, мембрані, апараті гольджі.